# وزیر دفاع ملی چین
وزیر دفاع ملی چین (انگلیسی: Minister of National Defense) مدیر وزارت دفاع ملی و یکی از مناصب ارشد شورای دولتی است. این وزیر اغلب عضو کمیته مرکزی حزب کمونیست چین و عضو کمیسیون مرکزی نظامی؛ بالاترین نهاد حاکم بر نیروهای مسلح چین از جمله ارتش آزادی‌بخش خلق نیز هست.
برخلاف سایر کشورها، وزیر دفاع در چین اختیار فرماندهی بر نیروهای مسلح را ندارد و این سمت اغلب برای اهداف دیپلماتیک استفاده می‌شود. با این وجود، تا زمان انتصاب دریابد دونگ جون، وزیر فعلی، این سمت همیشه توسط یکی از اعضای کمیسیون مرکزی نظامی اداره می‌شد. دونگ از دسامبر ۲۰۲۳ در این سمت فعالیت می‌کند.